# Équipe cycliste Pony Malta
L'équipe cycliste Pony Malta est une équipe cycliste colombienne ayant existé de 1987 à 1996, affiliée à l'UCI de 1987 à 1991. Elle participe notamment à deux Tour d'Espagne (1988 et 1990) et à un Tour d'Italie (1991).

## Histoire de l'équipe
À la mi-mai 1987, les brasseries Bavaria prennent en charge l'équipe professionnelle Western, à la dérive après la dissolution de l'entreprise. La nouvelle formation prend le nom de sa boisson sans alcool à base de malt, Pony Malta (es). La première course disputée par l'équipe, avec ce nouveau sponsor, est le Clásico RCN. (Même si sous ces nouvelles couleurs, Rogelio Arango (en) remporte la IV Clásica de Bugalagrande, une course de niveau départemental dans la Valle del Cauca, cinq jours avant).

### Première saison: Reynel Montoya, champion de Colombie
En mai 1987, au départ du Clásico RCN, Reynel Montoya est le principal favori de la compétition au même titre que Fabio Parra, à un degré moindre figure Rogelio Arango (en). Mais Parra profite des contre-la-montre pour s'imposer, alors que Reynel y faillit, chassant les Pony Malta des podiums (Luis Alberto González (en) achève l'épreuve quatrième, Montoya finit sixième, Arango termine dixième).
Une semaine plus tard, l'équipe remporte son plus grand succès de sa première saison avec sa victoire dans la deuxième édition du championnat de Colombie professionnel. Reynel Montoya, transfuge de la formation Manzana Postobón, obtient la médaille d'or en produisant son attaque dans le dernier raidillon du circuit à 1 500 mètres de l'arrivée. La médaille de bronze revient à son coéquipier Manuel Cárdenas (es) (Rafael Tolosa (es) finissant sixième).
Quelques jours plus tard, la formation participe à son Tour national. Arrivée sur la pointe des pieds, elle se transforme en grande animatrice de la compétition. Elle remporte quatre étapes par l'intermédiaire de Rogelio Arango, Luis Alberto González, Reynel Montoya et Abelardo Ríos et trois classements annexes (les classements combiné, de la régularité et de la montagne) par Montoya. Tout en classant trois hommes dans les six premiers du classement général (Arango, quatrième, González, cinquième et Montoya, sixième) démontrant, selon El Tiempo, la valeur de l'équipe, faite pour les terrains montagneux.
Le reste de la saison, les membres de la formation obtiennent, également, plusieurs victoires dans des courses à étapes du calendrier national. C'est le cas notamment de Reynel Montoya aux Clásica de Antioquia et Clásica de Cundinamarca, ou de Luis Alberto González à la Clásica del Valle.

### Deuxième saison et premier Grand Tour: Tour d'Espagne 1988
Avec le succès de Lucho Herrera lors de l'édition précédente et l'engouement que suscite les coureurs colombiens en Europe, une troisième équipe latino-américaine est invitée au Tour d'Espagne 1988, la formation Pony Malta. Avec trois leaders désignés, Luis Alberto González (en), Manuel Cárdenas (es) et Alirio Chizabas (es), le directeur technique de l'équipe Manuel Ignacio Gutiérrez (es) réclame une « performance décente » à ses coureurs et fixe comme objectif un ou deux hommes dans les dix premiers du général et le gain d'une étape. À l'issue, Gutiérrez dresse un bilan sans complaisance : « notre participation a été très mauvaise ». Il met en exergue l'inexpérience de ses coureurs et les premières étapes venteuses qui déciment son équipe. Le premier d'entre-eux, Chizabas, termine 41e.
Plus tôt en saison, la formation avait participé au Tour des Amériques. Lors de la troisième étape (un circuit dans Caracas), Rafael Tolosa (es) s'échappait avec le futur vainqueur de l'épreuve, Jesper Worre, qui lui laissait le gain de l'étape,.
Fin mars, l'équipe remporte une course à étapes colombienne, la VI Clásica de Cundinamarca-Cigarillos Campeón, par l'intermédiaire du "Pollo" González (en). Fort de cette victoire, González, au même titre que Montoya, est le rival désigné (dans les rangs de Pony Malta) pour contrecarrer Pablo Wilches, favori du Clásico RCN 1988. Même si leurs abandons dans le Tour d'Espagne laissent planer un doute sur le pronostic. Lors de la cinquième étape, Luis Alberto González semble justifier son statut en remportant le contre-la-montre individuel. Ce qui le rapproche à quatre secondes du maillot de leader. Mais deux jours plus tard, il perd toutes chances de bien figurer au classement final, en ne pouvant suivre le rythme des Manzana Postobón dans l'Alto de Minas. Selon la presse, pour les Pony Malta, la course se termine en « fiasco pour s'être trompé de tactique », en laissant González « sans appui pour répondre à l'attaque annoncée ». Ce dernier termine premier d'entre eux mais à la sixième place (Marco Antonio Carreño (d) , membre de l'équipe amateur, septième et Montoya dixième).
À la veille de l'arrivée du Tour de Colombie 1988 et d'un contre-la-montre individuel, Reynel Montoya semble capable de mettre fin à vingt et une années sans victoire antioqueña dans le Tour national. Il n'est qu'à sept secondes du leader transitoire Álvaro Mejía, depuis l'attaque des Pony Malta dans la septième étape et toute son équipe est à son service (y compris Luis Alberto González). L'exercice solitaire bouleverse la hiérarchie de la compétition. Luis Herrera prend les commandes de l'épreuve en remportant l'étape alors qu'en déboursant 4 min 49 s, Rafael Montoya en est la principale victime. L'épreuve s'achève le lendemain par la victoire d'Herrera et trois Pony Malta dans les dix premiers (González, cinquième, Montoya septième et Celio Roncancio (it) dixième et, par ailleurs, meilleur néo-professionnel de la compétition). Auparavant, Hernán Patiño (en), membre de l'équipe amateur, s'était imposé lors de la neuvième étape.
À peine une semaine plus tard, se dispute le championnat national. Malgré l'absence de coureurs d'envergure comme Luis Herrera, Pablo Wilches ou Pacho Rodríguez, l'immense majorité des coureurs professionnels colombiens est présente au départ. Les Pony Malta contrôlent la course et notamment la dernière tentative de Samuel Cabrera et Alberto Camargo. Reynel Montoya conserve son titre en retardant son effort jusqu'à la dernière montée menant à l'arrivée sur la Plaza de Bolívar (es), à Tunja.
Au mois d'août, la formation Pony Malta réalise son meilleur résultat à l'étranger en deux ans d'existence. Alirio Chizabas termine deuxième du Grand Prix Guillaume Tell. À la faveur d'une échappée qui prend plus de seize minutes aux favoris, Chizabas arrive au contre-la-montre qui clôt l'épreuve leader avec une dizaine de secondes d'avance sur Fabian Fuchs. Il ne peut lui résister mais conserve sa place sur le podium.

### Troisième saison
En avril 1989, au départ du Clásico RCN, en l'absence de coureurs étrangers de renom, Francisco Rodríguez est favori au même titre que Fabio Parra, Luis Herrera, Álvaro Mejía ou Oliverio Rincón. Même si Rincón et Rodríguez ont été de grands animateurs, ils n'ont jamais paru en capacité de gagner l'épreuve, attaquant sans cesse mais sans faire de différence. Celle-ci se faisant dans les contre-la-montre (à leur détriment). Pacho Rodríguez termine quatrième à 2 min 44 s de Mejía quand son coéquipier Fabio Rodríguez (en) finit, lui, cinquième.
En regard du Clásico RCN, le Tour de Colombie 1989 souffre davantage de son calendrier et du tropisme européen du cyclisme mondial qui attire les meilleurs coureurs colombiens. Ainsi Herrera participe au Tour d'Italie au même moment. Fabio Parra n'envisage la course que comme une préparation pour le Tour de France et Mejía participait encore au Critérium du Dauphiné, la veille du prologue. C'est pourquoi Francisco Rodríguez et Oliverio Rincón sont considérés comme les favoris (à un degré moindre figure également Luis Alberto González (en)). Pourtant, en raison d'une péricardite, Pony Malta voit son leader Pacho Rodríguez ne pas prendre le départ de la course la plus importante de sa saison. Même si Luis Alberto González remporte le prologue, qui par un changement de règlement de dernière minute, devient facultatif, les coureurs ne pèsent absolument pas sur la course. González termine quatrième et premier d'entre-eux mais il finit à plus de deux minutes du podium. Trois autres Pony Malta achèvent leur Tour national dans les dix premiers. Fabio Rodríguez (en) termine cinquième et premier néo-professionnel. Dubán Ramírez, de la formation amateur, le finit huitième et Celio Roncancio (it), neuvième. Roncancio et Demetrio Cuspoca (lui-aussi encore amateur) remportent chacun une étape et Álvaro Lozano (es) le classement des étapes volantes. 
Une semaine après l'arrivée du Tour de Colombie, les professionnels ont rendez-vous à Pereira pour se disputer le championnat de Colombie professionnel et tenter de succéder à Reynel Montoya, vainqueur des deux éditions précédentes. Quarante et un concurrents, appartenant aux équipes Café de Colombia, Manzana Postobón, Pony Malta, Varta - Kelme prennent part à la course. S'échappant à presque un kilomètre de l'arrivée, Montoya s'adjuge son troisième titre consécutif. Ce succès est le fruit du travail collectif de la formation Manzana Postobón qu'il a retrouvé. Les Pony Malta placent cinq hommes dans les dix premiers, avec Rafael Tolosa (es), sixième, Álvaro Lozano (es), septième, Celio Roncancio (it), huitième, Luis Alberto González, neuvième et Josué López (d) , dixième. 
La formation dispute au moins deux épreuves en Europe, le Tour de l'Oise de manière anecdotique, et, au mois d'août, le Grand Prix Guillaume Tell, en Suisse. Luis Alberto González y remporte la septième étape. Fin octobre, la Colombie est représentée par des membres de l'équipe amateur Pony Malta au Tour du Guatemala. Dinael Vargas (d)  remporte l'épreuve devant le Guatémaltèque Edín Roberto Nova (d)  et ses coéquipiers Jair Bernal (en) et Dubán Ramírez. Ils remportent en outre le classement par équipes et Bernal s'octroie le trophée des grimpeurs.
Les Pony Malta s'illustrent aussi dans les courses par étapes nationales tout au long de l'année. Ainsi en mars, Francisco Rodríguez s'impose dans la Clásica de Cundinamarca. Puis c'est Luis Alberto González qui remporte la Clásica a Boyacá. Alors que Jair Bernal gagne la Clásica de El Carmen de Viboral, en décembre.

### Quatrième saison
La formation commence la saison lors de la première édition de la Clásica cíclistica del Café, patronné par les cafés "Águila roja". À la veille de l'arrivée, Marco Antonio Carreño (d)  se fait fort de renverser le classement et de l'emporter à la faveur du contre-la-montre terminal. Mais ne réussissant qu'à faire jeu égal avec le vainqueur de l'épreuve, Gustavo Wilches, il termine sur la dernière marche du podium. Martín Ramírez, nouveau renfort de la structure, termine cinquième grâce à sa troisième place dans le "chrono",.
Un mois plus tard, la formation Pony Malta domine largement ses rivaux lors de la Clásica "Texaco" de Cundinamarca. Sa victoire dans le contre-la-montre de clôture permet à Luis Alberto González (en) de terminer deuxième l'épreuve juste derrière son coéquipier Francisco Rodríguez, qui conserve son titre acquis l'année précédente. 
En l'absence de Francisco Rodríguez qui se concentre uniquement sur le Tour de Colombie, Luis Alberto González (en) est le leader de la formation Pony Malta au départ du Clásico RCN. Il figure parmi les principaux adversaires du tenant titre, Álvaro Mejía comme Luis Herrera ou Oliverio Rincón. Martín Ramírez remporte l'étape montagneuse, arrivant à Calarcá. Tandis que son coéquipier Demetrio Cuspoca s'adjuge l'avant-dernière étape. Mais comme les années précédentes, les hommes de la formation sont loin du podium final. Celio Roncancio (it), à une seconde de la troisième marche avant le contre-la-montre terminal, se retrouve rejeté à la septième place du classement général, à l'issue. Son coéquipier Luis Alberto González le précédant d'une place. Álvaro Lozano (es) s'adjuge, quant à lui, le classement des étapes volantes,. 
Au même moment, l'équipe est sur les charbons ardents, attendant un désistement d'une autre formation pour participer au Tour d'Espagne 1990. Environ un mois avant le départ du prologue, les Pony Malta apprennent de la part des organisateurs leur participation à l'épreuve.
Lors du Tour de Colombie, les Pony Malta sont les seuls à contrecarrer l'hégémonie de l'équipe Manzana Postobón. Seuls Francisco Rodríguez et Pablo Wilches (transfuge de l'équipe amateur Picolín-Coquito avant la compétition) s'opposent aux Postobón. Relégués à 1 min 2 s après le contre-la-montre par équipes, ils attaquent constamment l'équipe rivale, qui se contente d'un rôle défensif. Ainsi, lors de la huitième étape, Pablo Wilches déclenche les hostilités dans l'Alto de La Línea (es). Le sommet situé trop loin de l'arrivée, l'attaque est jugulée avant que "Pacho" Rodríguez s'adjuge quand même l'étape. Puis Wilches s'impose dans le contre-la-montre en côte de la dixième étape et se retrouve exactement à 1 min 2 s du nouveau leader de l'épreuve, son frère Gustavo. Et malgré une ultime victoire de Francisco Rodríguez dans le contre-la-montre de clôture, ils ne peuvent déloger les Manzana Postobón des deux premières places du classement général. Rodríguez finissant sur la dernière marche du podium, immédiatement suivi par Pablo Wilches.
Pour la presse, au départ du Tour d'Espagne, les Pony Malta, emmenés par Francisco Rodríguez et Pablo Wilches, doivent avoir des objectifs plus modestes que les Café de Colombia et Manzana Postobón comme le gain d'étapes et le trophée des grimpeurs. Ainsi Álvaro Lozano (es) s'échappe dès le départ de la dix-neuvième étape. Il compte presque vingt minutes d'avance. Le peloton a encore trois minutes à combler à dix kilomètres du terme. Mais Lozano se fait reprendre un peu avant la flamme rouge,. Ou lors de l'avant-dernière étape où Pablo Wilches s'isole, rejoint par Denis Roux. Il rafle cinquante points pour le classement de la montagne,. Ce qui lui permet de terminer au troisième rang de ce classement annexe. Après un début d'épreuve compliqué et de nombreuses minutes perdues, Francisco Rodríguez récupère 4 min 8 s sur les favoris lors de la sixième étape. Au classement général final, Rodríguez termine premier d'entre eux à la quinzième place. Wilches finit vingt-quatrième et le troisième coureur le mieux classé, Demetrio Cuspoca, trente-quatrième. La formation termine dixième au classement par équipes.
Au retour d'Espagne, le boyacense Pacho Rodríguez s'impose chez lui dans la Clásica de Boyacá. Le 22 juin, Álvaro Lozano règle un petit groupe pour s'octoyer la médaille de bronze du championnat de Colombie professionnel, à huit secondes du vainqueur, et nouveau champion de Colombie, William Pulido.
Comme l'année précédente, les Pony Malta participent au Tour du Guatemala, la première quinzaine d'octobre,. Ils dominent la compétition. Adolfo Rico (d)  s'adjuge le classement général, prenant la tête de l'épreuve en s'imposant dès la première étape. Il gagne également le lendemain et lors de la huitième étape. Son dauphin n'est autre que son coéquipier Raúl Gómez (d) , qui s'adjuge en outre la troisième étape et le trophée des grimpeurs. Tandis que leur coéquipier Luciano Bonilla termine premier de la onzième étape. Du 5 au 14 octobre, d'autres membres de la formation Pony Malta - Avianca dominent la V Clásica Internacional de Ciclismo, disputée au Pérou. Henry Alfonso remporte la compétition devant son coéquipier Edilberto Mariño. Un troisième homme, Álvaro Delgado (d) , gagne le trophée des grimpeurs.

### Cinquième saison: victoires au Tour de Colombie et au Clásico RCN puis disqualifications
Pablo Wilches remporte tour à tour le Clásico RCN 1991 et le Tour de Colombie avant d'être disqualifié pour des contrôles anti-dopages positifs.
Au départ du Clásico RCN, il fait partie des favoris au même titre qu'Álvaro Mejía, Óscar de Jesús Vargas, Ángel Yesid Camargo ou son frère Gustavo. Il remporte les trois contre-la-montre en ascension de la compétition et s'impose dans la dernière épreuve d'importance du calendrier colombien qu'il n'avait pas encore remportée.
Fin juin, lors du championnat de Colombie professionnel, les Manzana Postobón dominent l'épreuve mais Juan Carlos Arias (en) réussit à s'octroyer la médaille d'argent.
En août, lors du Tour du Portugal (pt), éphémère leader,, le contre-la-montre de la douzième étape éloigne définitivement du titre Álvaro Lozano (es). Le directeur sportif, Jorge Tenjo (d)  demande, alors, à ses hommes de se glisser dans une échappée pour ne pas rentrer bredouille. Dès le lendemain, Marco Antonio Carreño (d)  prend part à une fugue puis s'en détache pour s'imposer. Lozano termine cinquième de l'épreuve et vainqueur au classement du combiné.
Le même mois, les amateurs de la formation Pony Malta disputent la Vuelta a Pichincha, en Équateur. Ils dominent les coureurs locaux. Henry Ortiz (d)  remporte l'épreuve. Les six coureurs alignés terminent dans les sept premiers au classement général. Ils s'imposent dans trois étapes sur six et raflent tous les classements annexes. L'équipe amateur enchaîne avec le Tour de Guadeloupe. Elle y obtient de nombreuses victoires d'étape (deux pour Ortiz, une pour Raúl Gómez (d) , une pour Adolfo Rico (d) ) mais Henry Ortiz ne termine cette fois que deuxième.

## Principales victoires

### Championnats nationaux
- Championnats de Colombie sur route : 2
  - Course en ligne : 1987 et 1988 (Reynel Montoya)

### Courses par étapes internationales
- Tour de Guadeloupe : Julio César Aguirre (1993)
- Tour du Guatemala : Dinael Vargas (d)  (1989), Adolfo Rico (d)  (1990), José Castelblanco (1992), Jairo Hernández (1995), Graciano Fonseca (en) (1996)

### Courses par étapes nationales
- Clásico RCN : Fabio Rodríguez (en) (1991)
- Clásica de El Carmen de Viboral : Jair Bernal (en) (1989), Jairo Hernández (1991), Omar Trompa (1993)
- Clásica de Antioquia : Reynel Montoya (1987)
- Clásica de Boyacá : Luis Alberto González (en) (1989), Francisco Rodríguez (1990), Juan Carlos Rosero (en) (1992)
- Clásica de Cundinamarca : Reynel Montoya (1987), Luis Alberto González (en) (1988), Francisco Rodríguez (1989 et 1990)
- Clásica del Valle : Luis Alberto González (en) (1987)

## Participations sur les grands tours
| Année | Tour d'Italie        | Tour de France | Tour d'Espagne           |
| ----- | -------------------- | -------------- | ------------------------ |
| 1987  | -                    | -              | -                        |
| 1988  | -                    | -              | 41e Alirio Chizabas (es) |
| 1989  | -                    | -              | -                        |
| 1990  | -                    | -              | 15e Francisco Rodríguez  |
| 1991  | 12e Nelson Rodríguez | -              | -                        |